# Brachycaudus mimeuri
Brachycaudus mimeuri är en insektsart. Brachycaudus mimeuri ingår i släktet Brachycaudus och familjen långrörsbladlöss. Inga underarter finns listade i Catalogue of Life.